# Chagos

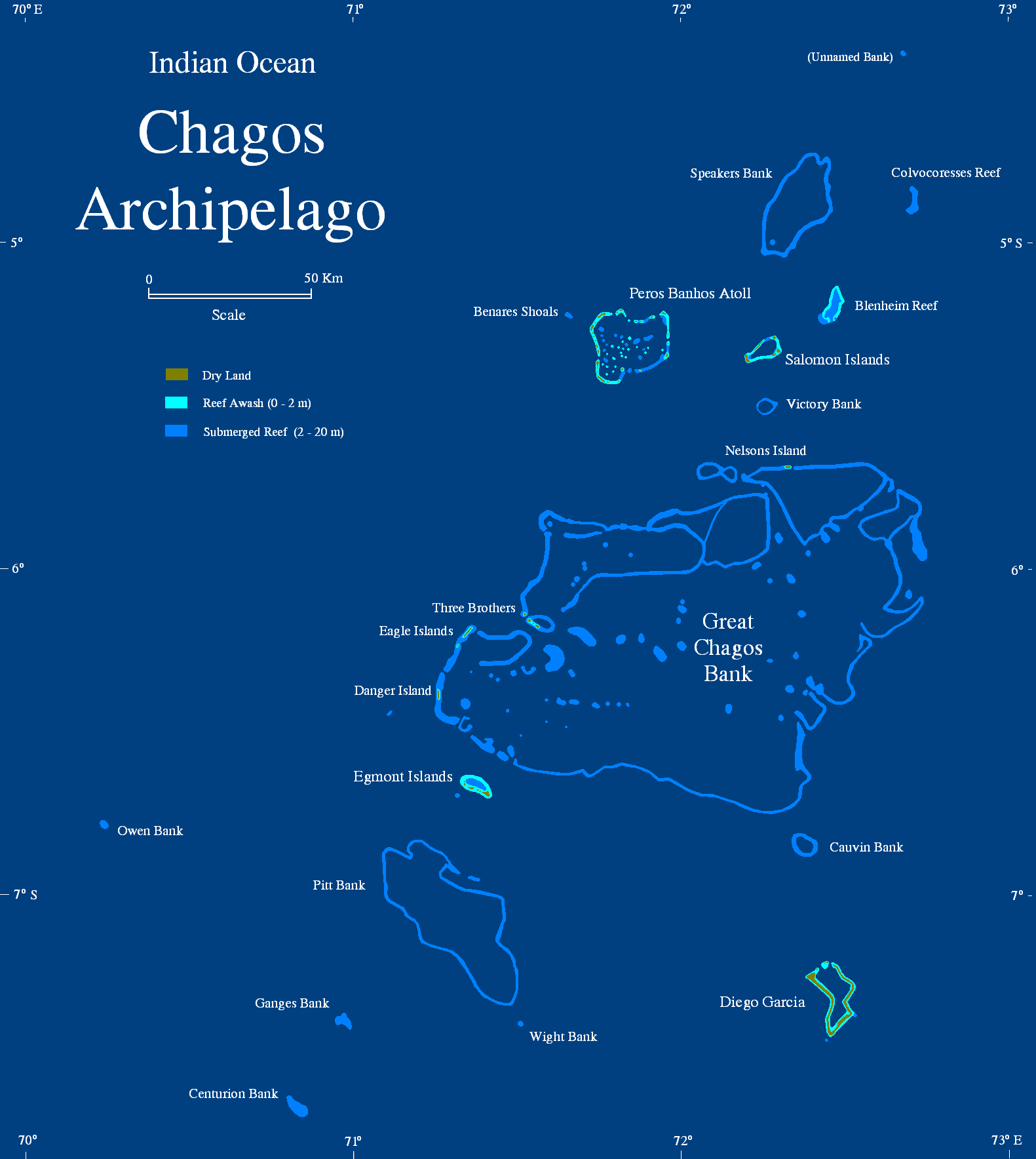
Mapa de les Chagos. Malgrat l'extensió de l'arxipèlag hi ha molt poca terra ferma (en marró).

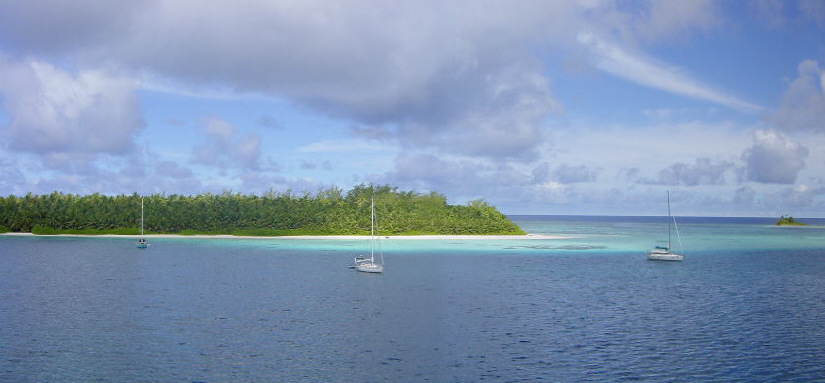
Paisatge a Boddam, Atol Salomó.

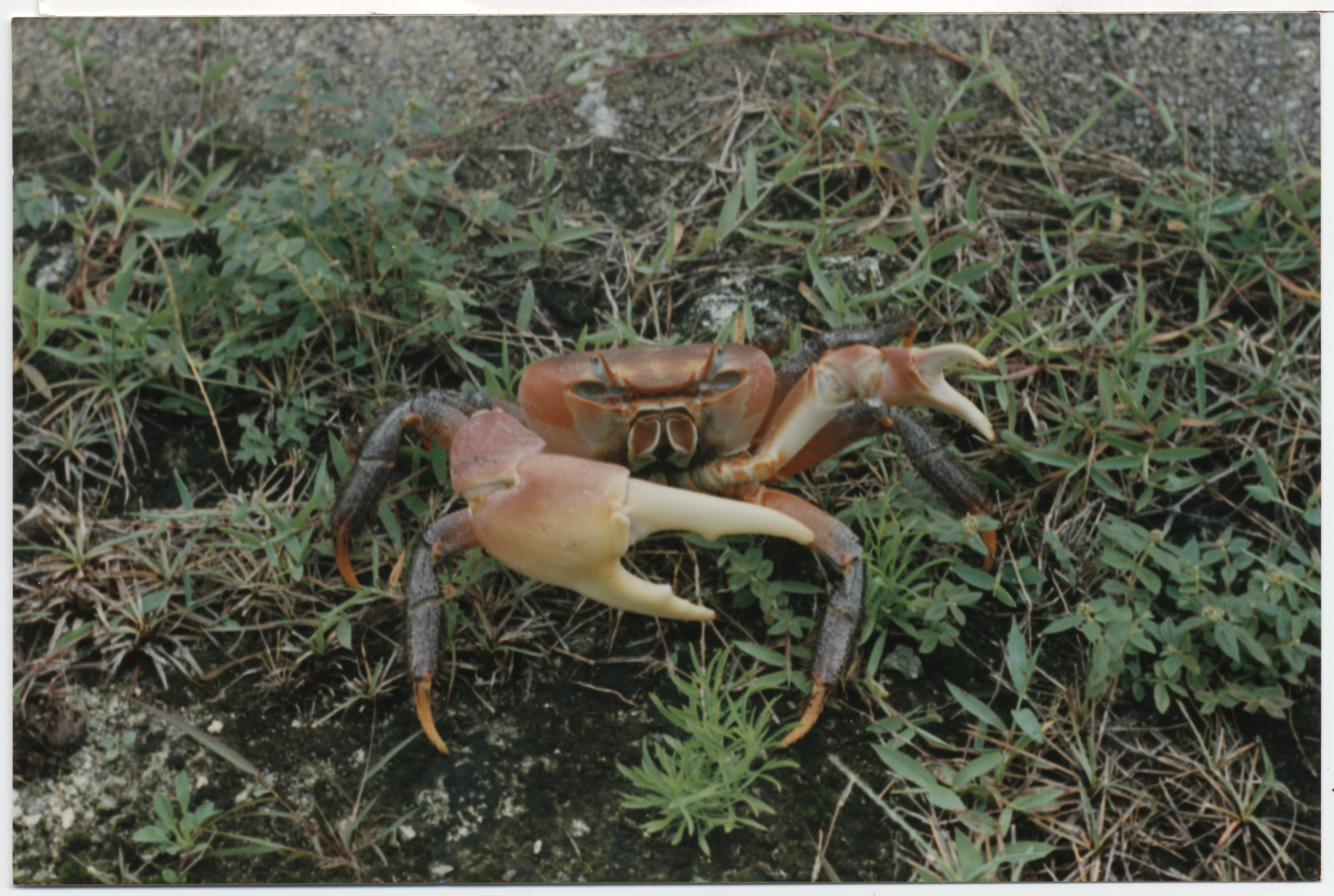
Cranc terrestre a Diego Garcia

L'arxipèlag de les Chagos és un arxipèlag de la zona central de l'oceà Índic format d'atols i esculls de corall. La sobirania ha estat disputada entre el Regne Unit i la República de Maurici.
L'octubre de 2024 el Regne Unit va anunciar que cediria la sobirania a la República de Maurici després d'un acord.

## Particularitats
Aquest arxipèlag es troba uns 550 km al sud de l'atol d'Addu, a l'extrem meridional de les Maldives, el país més proper, estant situat 1 600 km al sud-est de l'Índia i a 1700 km a l'est de les Seychelles.
L'única illa habitada i la més important de les Chagos és l'atol de Diego Garcia. El terreny no és gaire elevat, trobant-se pocs metres per damunt del nivell del mar. Molts dels atols o esculls de corall es troben submergits a profunditats mitjanes que oscil·len entre 1 i 16 m.
El clima de les Chagos és de tipus tropical, amb vents càlids, humits i moderats.
L'únic aeroport està situat a la base militar de l'illa de Diego Garcia. Totes les altres illes no tenen població.
La toponímia de les Chagos inclou noms d'origen portuguès, francès, anglès i crioll.

## Illes i esculls
La gran majoria de les formacions coral·lines de les Chagos es troben submergides. Entre els atols de les Chagos cal mencionar:
- Diego Garcia
- Peros Banhos
- Atol Salomó
- Atol Egmont

## Història
Els habitants de les Maldives, situades 500 km més al nord, ja coneixien aquestes illes de temps molt antics. Segons el folklore del sud de les Maldives, algun cop els pescadors i navegants maldivians havien anat a raure a aquestes illes, però no les varen colonitzar, car les trobaven massa allunyades i solitàries.
El primer europeu que va visitar les illes Chagos va ser Vasco de Gama al principi del segle xvi. Així varen aparèixer a les cartes nàutiques utilitzades pels navegants portuguesos, com Afonso de Albuquerque que va donar nom a Peros Banhos el 1513. Portugal no va incorporar aquestes illes a l'imperi portuguès d'ultramar. La descripció més antiga i detallada de l'arxipèlag fou la de Manoel Rangel, nàufrag del vaixell Conceição que es va estavellar contra els esculls de Peros Banhos el 1556, abans que hi hagués palmeres de coco.
Dos segles després les illes passaren a la jurisdicció francesa, com a part de l'illa Maurici. Els francesos varen començar a plantar cocoters. El 1810 Maurici fou conquerida pels britànics, de manera que els territoris van haver de ser cedits (mitjançant el tractat de París de 1814). En el segle xix s'hi estableix població agrícola i s'hi conrea copra.
El 1965 el Regne Unit escindeix l'arxipèlag Chagos de l'illa Maurici, i les illes Aldabra, Farqhuar i Desroches (o Des Roches) de les Seychelles per a constituir el Territori Britànic de l'Oceà Índic. L'origen d'aquesta reorganització estava en la voluntat de construir-hi instal·lacions militars pel benefici mutu del Regne Unit i dels Estats Units d'Amèrica. El nou territori s'estableix oficialment el 8 de novembre de 1965.

### Expulsió dels îlois

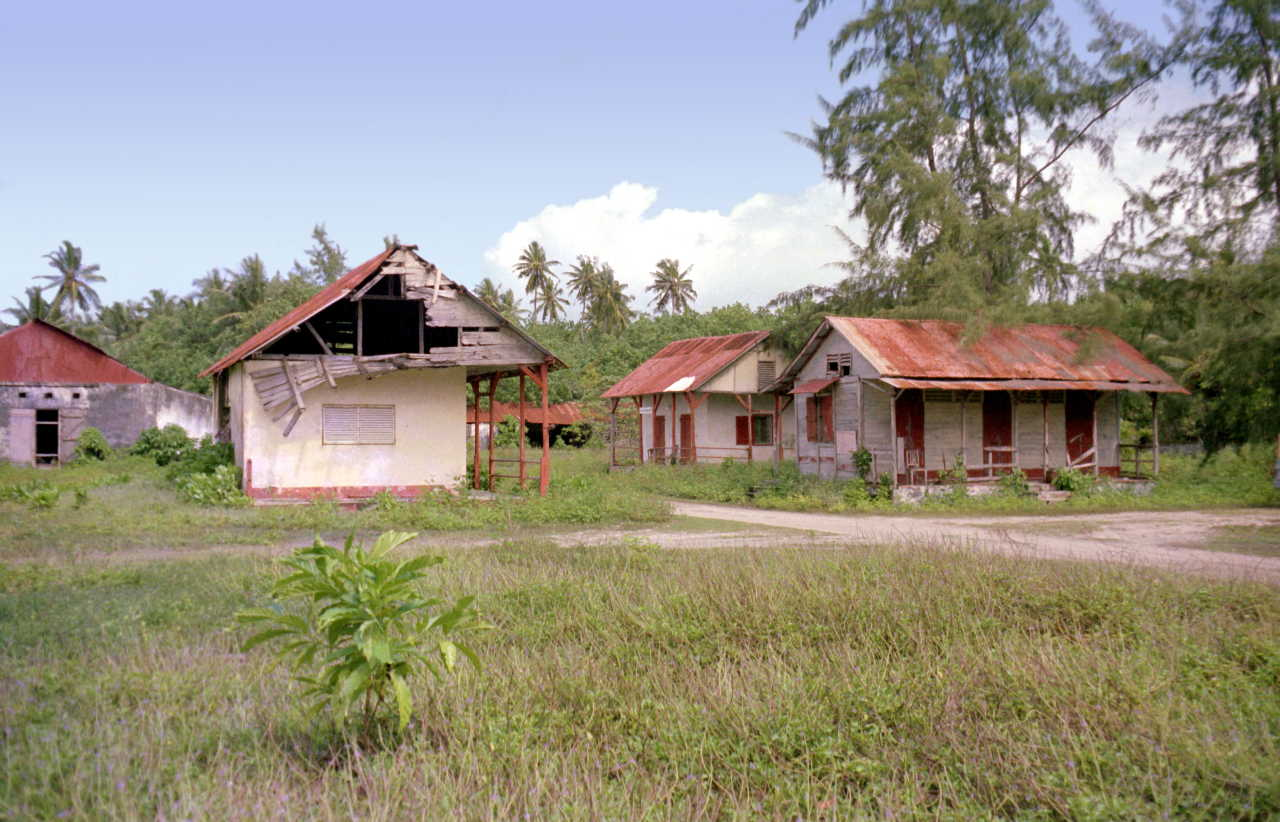
Cases dels îlois abandonades a Diego Garcia

El 1966 el govern britànic comprà totes les plantacions de copra, les tancà i feu migrar tots els îlois, la població de les Chagos, a l'illa Maurici. Els îlois són els descendents dels treballadors de les plantacions de cocoters a les Chagos que varen ser portats per colons francesos el segle xviii i parlen un francès crioll (creole).
Unilateralment, sense consultar amb la població local, el 1971 els governs britànic i estatunidenc signen un tractat pel qual l'illa de Diego Garcia passa a estar sota jurisdicció de l'exèrcit estatunidenc. S'hi construeix una gran base aèria i naval, d'importància estratègica per la proximitat a les instal·lacions petrolíferes del Pròxim Orient. Aquesta base va ser crucial als darrers conflictes al golf Pèrsic, la guerra Iran-Iraq, la guerra del Golf, la invasió de l'Iraq de 2003 i la guerra a l'Afganistan.
Des de la dècada de 1980, Maurici i Seychelles reclamaven els territoris de les Chagos sota l'argument de la il·legalitat de les cessions dels territoris del 1965, amb el suport dels îlois expulsats de l'illa Diego Garcia. L'any 2000 el Tribunal Suprem britànic va declarar il·legal la mesura d'expulsió, però el govern britànic presentà un recurs contra aquesta decisió i l'afer va acabar en mans del Tribunal Europeu dels Drets Humans.
En 3 d'octubre de 2024 el seu govern britànic de Keir Starmer va acordar la cessió de l'arxipèlag a Maurici i el manteniment de la base militar estatunidenca de Diego Garcia, tancant dècades de disputes.